# Jochen Weller
Jochen Weller (* 22. November 1969 in Schramberg) ist ein deutscher Astrophysiker und Hochschullehrer. Er ist bekannt für seine Arbeiten im Bereich der Kosmologie, im Besonderen über die Dunkle Energie.

## Leben
Jochen Weller studierte von 1990 bis 1996 an der Universität Karlsruhe (TH) und schrieb seine Diplomarbeit über die „Konstruktion eines Yang-Mills-Higgs Instantons“. Er promovierte im Jahr 2000 am Imperial College London bei Andreas Albrecht über „Observational consequences of modern cosmological theories“. Von 2000 bis 2002 war er wissenschaftlicher Mitarbeiter bei Stephen Hawking am Department of Applied Math and Theoretical Physics der Universität Cambridge und von 2002 bis 2004 am Institute of Astronomy der Universität Cambridge. Während dieser Zeit hielt er auch ein Trapnell Fellowship am King’s College Cambridge. Von 2004 bis 2005 arbeitete er als David Schramm Fellow am Fermilab, Batavia, Illinois, USA. Von 2005 bis 2008 war er Dozent am University College London. Seit 2008 ist er Professor an der Universitäts-Sternwarte der Fakultät für Physik der Ludwig-Maximilians Universität München und seit 2009 assoziiertes Mitglied das Max-Planck-Institut für extraterrestrische Physik. Seit 2013 ist er Studiendekan der Fakultät für Physik der Ludwig-Maximilians-Universität München. In seiner Freizeit betreibt Jochen Weller Leichtathletik. Jochen Weller ist verheiratet und hat zwei Kinder.

## Werk
Weller lieferte führende Beiträge in der kosmologischen Analyse der Daten des Planck Weltraumteleskopes, mit Hilfe von Galaxienhaufen. Er beschäftigt sich vor allem mit der Erforschung der Dunklen Energie mit Hilfe von Beobachtungskampagnen. Er war einer der ersten, der die Wichtigkeit der Dichteschwankungen in der dunklen Energie auf sehr großen Skalen für die kosmische Hintergrundstrahlung betont hat. Er ist langjähriges Mitglied des Dark Energy Surveys und Gründungsmitglied der Euclid Satelliten Mission der ESA. Jochen Weller war einer der ersten der vorschlug Intensitätsabbildungen zur Vermessung der dunklen Energie zu verwenden. Er ist Koautor von über 300 wissenschaftlichen Artikeln, die nach Google Scholar zusammen über 56.000 mal zitiert wurden (h-Index 91). 2022 wurde seine Vorlesung „Cosmology and Large-Scale Structure“ als beste Mastervorlesung der Fakultät für Physik der Ludwig-Maximilians-Universität München mit dem Goldenen Sommerfeld ausgezeichnet.